# الولايات المتحدة في الألعاب الأولمبية الصيفية 2004
حصلت الولايات المتحدة على المرتية الأولى بين الدول في الأولمبياد المقامة في أثينا سنة 2004.